# سازمان هوشیاری و سرکوب ضد فاشیسم

بنیتو موسولینی و یک افسر اوورا

سازمان هوشیاری و سرکوب ضد فاشیسم (به انگلیسی: Organizzazione per la Vigilanza e la Repressione dell'Antifascismo) یا (OVRA) سرویس پلیس مخفی پادشاهی ایتالیا بود که در سال ۱۹۲۷ توسط نخست‌وزیر دیکتاتور بنیتو موسولینی و در زمان پادشاهی ویکتور امانوئل سوم تأسیس شد.
اوورا (OVRA) در ایتالیا معادل گشتاپو در آلمان نازی بود.
حدود ۵۰۰۰ مأمور اوورا برای مقابله با افکار و رفتارهای ضد فاشیستی حتی در خانواده‌ها نیز نفوذ یافته بودند.
فرماندهی اوورا بر عهده آرتورو بونچی بود.
موسولینی پس از به قدرت رسیدن این سازمان را تشکیل داد.
اعضای اوورا که به دلیل پوشیدن لباس سیاه رنگ به پیراهن مشکی‌ها معروف بودند وظیفه سرکوب مخالفان فاشیسم و مخالفان شخص موسولینی را بر عهده داشتند.
قتل یکی از منتقدین موسولینی به نام ماتیوتی توسط وابستگان این سازمان حواشی
و دردسرهای بسیاری برای وی ایجاد کرد.